# 艾理生 (美國軍樂家)

艾理生（圖中指揮者），1955年攝影

艾理生（英語：Harold L. "Lin" Arison，1919年9月9日—1998年10月29日），美國陸軍退役少校、美國陸軍軍樂團指揮及美國國務院外交官，也是駐台美軍廣播電台（Armed Forces Network in Taiwan；，為前身）第一任台長。其音樂成就主要為協助中華民國重新替國歌與分列式進行曲（avanciermars）編曲。

## 生平
艾理生出生於美國宾夕法尼亚州的尤寧敦，畢業於賓夕法尼亞州立大學，主修音乐教育；其後在當時位於華盛頓特區麥克奈爾堡的陸軍音樂學校及倫敦聖三一學院完成他的研究生課程。
1941年，艾理生開始了他的軍旅生涯。他先於357步兵團（357th Infantry Regiment）擔任樂隊指揮，在諾曼第登陸期間，他晉升為第90步兵師的軍樂隊指揮官；其後，他擔任「特別服務管弦樂團」的指揮，在歐洲為美軍巡迴演出。戰後，他在西點軍校擔任副指揮兼作曲與編曲。
1954至1963年間，他經台灣的中華民國政府借調為政工幹校的音樂顧問，他負責建立起該校的音樂教育組織，也擔任樂隊指揮與音樂老師。期間，他協助改編了中華民國國歌的編曲，同時也為該國政府創作或改編了在典禮或儀式演奏用的樂曲——分列式進行曲。
1963年，他軍職屆齡，以少校軍階退役，轉為一位外交官，成為美國新聞總署駐印尼的高級職員；其後，他擔任美國之音太平洋分部的東北亞區主管，亦於越南共和國西貢（今胡志明市）的越南電視台擔任董事會成員。
1972年，他自美國國務院退休，轉任一家煉油廠的管理顧問。1998年，他在維吉尼亞州斯特靈的一處退休社區內的看護中心去世，遺體安葬在阿靈頓國家公墓。